# Candelaria (Teneriffa)
Candelaria ist eine Gemeinde mit 28.795 Einwohnern (Stand: 2024) im Osten der Kanarischen Insel Teneriffa. Candelaria liegt 20 km südwestlich von Santa Cruz de Tenerife. Weitere Nachbargemeinden sind El Rosario im Norden und Arafo im Süden. Die Gemeinden Santa Úrsula und La Matanza de Acentejo grenzen ebenfalls an Candelaria, liegen aber getrennt durch das zentrale Gebirge auf der Nordwestseite der Insel. Die Gemeinde hat eine Ausdehnung von 49,32 km² auf einer durchschnittlichen Höhe von 5 m über dem Meeresspiegel.

## Wirtschaft
Die Hauptwirtschaftszweige sind der Dienstleistungssektor, insbesondere der Handel, der sich auf das Gebiet von Las Caletillas-Candelaria konzentriert, und die Industrie, die sich im Industriegebiet von Valle de Güímar befindet. Der primäre Sektor ist nur in geringem Maße vorhanden, mit etwas Landwirtschaft und Viehzucht. Die Fischereitätigkeit konzentriert sich auf den kleinen Hafen und die Aquakultur.

## Verkehr
Candelaria ist mit der Nachbargemeinde Santa Cruz de Tenerife über die Südautobahn TF-1 und über die alte Straße Santa Cruz de Tenerife–Adeje verbunden. Der erste Abschnitt der geplanten Eisenbahnstrecke Tren del Sur soll Candelaria mit Santa Cruz verbinden.

## Einwohnerentwicklung
| Jahr | Einwohner | Bevölkerungsdichte |
| ---- | --------- | ------------------ |
| 1991 | 10.688    | -                  |
| 1996 | 12.392    | -                  |
| 2001 | 14.247    | 345,2 Ew./km²      |
| 2002 | 15.980    | -                  |
| 2003 | 17.938    | 362,8 Ew./km²      |
| 2004 | 19.197    | 389,2 Ew./km²      |
| 2005 | 20.628    | 416,6 Ew./km       |
| 2006 | 21.415    | 470,5 Ew./km       |
| 2007 | 20.628    | 453,3 Ew./km       |
| 2014 | 26.543    | 536,0 Ew./km       |

## Sehenswürdigkeiten
Candelaria ist der bedeutendste katholische Wallfahrtsort der Kanaren. In der Basílica de Nuestra Señora de la Candelaria (Basilika von Candelaria) (errichtet 1949/1959) wird die Figur der Schutzheiligen der Kanaren, die Virgen de la Candelaria verehrt. Die Figur soll 100 Jahre vor Ankunft der Spanier von zwei Guanchen am Strand gefunden worden sein, wurde jedoch 1826 von einer Sturmflut aus der Kapelle fortgerissen, in der sie aufbewahrt wurde. Die heutige Figur wurde 1830 nach einer älteren Kopie erstellt. Wallfahrten finden vor allem am 2. Februar und am 14. und 15. August statt.
Schräg gegenüber der Kirche, an der Meeresseite der Plaza de la Patrona de Canarias, stehen neun überlebensgroße Statuen der letzten Guanchenkönige, die Menceys genannt wurden.